# Hydroptila blicklei
Hydroptila blicklei är en nattsländeart som beskrevs av Sykora och Harris 1994. Hydroptila blicklei ingår i släktet Hydroptila och familjen smånattsländor. Inga underarter finns listade i Catalogue of Life.